# Concílio Quinissexto
O Concílio Quinissexto foi um concílio da igreja realizado em 692 d.C. em Constantinopla sob Justiniano II. Ele é também conhecido como Concílio de Trullo pois ele foi realizado na mesma sala com domo onde o Terceiro Concílio de Constantinopla (o sexto concílio ecumênico) tinha se realizado. Tanto o Segundo Concílio de Constantinopla (o quinto ecumênico) quanto Terceiro não emitiram nenhum cânone sobre a disciplina e este concílio teve como objetivo resolver esta questão, "completando" assim o trabalho de ambos. Por isso o nome "Quinissexto" (em latim: Concilium Quinisextum; Penthekte Synodos em grego koiné), ou seja, o "Concílio Quinto-Sexto". Compareceram 215 bispos, todos do oriente. Basílio de Gortina, da Ilíria, porém, pertencia ao patriarcado de Roma e se intitulava um legado papal, embora não haja evidência hoje em dia de que ele tinha o direito de utilizar este título.

## História

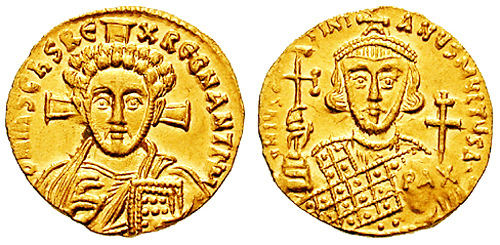
Soldo de Justiniano II.

Muitos dos cânones do concílio reiteravam as decisões de outros já aprovados anteriormente. Diversas regulamentações passadas ali foram tentativas de eliminar alguns festivais e práticas que, em muitos casos, tinham origens pagãs. Como resultado, os documentos sobre os procedimentos do concílio são importantes para a compreensão atual de como eram as práticas religiosas pré-cristãs no Império Romano do Oriente.
Além de relatar decisões anteriores e de tentar eliminar as práticas pagãs, muitas das novas regulamentações estavam direcionadas a resolver diferenças entre a Igreja no ocidente e no oriente sobre os ritos e a disciplina clerical. Sendo realizado sob os auspícios bizantinos e com bispos exclusivamente orientais, os regulamentos são majoritariamente sobre os costumes da Igreja de Constantinopla e a prática ritual ortodoxa (e Católicos Orientais).
Novas práticas na Igreja ocidental que conseguiram alguma atenção nos outros patriarcados foram condenadas. Entre elas, a prática de celebrar a missa em dias de semana na Quaresma (em vez das Liturgias pré-santificadas da Igreja Ortodoxa), a de jejuar aos sábados durante o ano todo; de omitir o "Aleluia" na Quaresma e o costume de mostrar Jesus como um cordeiro. Disputas maiores apareceram nas atitudes diferentes no ocidente e no oriente sobre o celibato para padres e diáconos. O concílio afirmou o direito de homens casados de se tornarem padres (não bispos) e prescreveu a excomunhão para todos os que tentassem separar o clérigo de sua esposa e para qualquer um que a abandonasse.
Além disto, este concílio aprovou a inclusão do Livro de Tobias no cânon bíblico da Igreja Ortodoxa, algo que já tinha acontecido no ocidente desde o Concílio de Roma em 381 - 382.
Enfim, foi aprovada uma reforma do canto litúrgico oriental, baseada nas práticas do Mosteiro de São Sabas. Esta reforma resultou na organização do Grande Octoeco, que sistematizou os oito modos pelos quais muitos cantos litúrgicos cristãos, inclusive ocidentais, ficariam conhecidos. O sistema seria depois retrogradamente atribuído a João de Damasco, seu contribuidor mais afamado.

## Repercussão

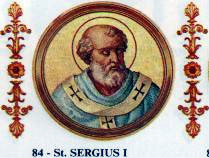
Papa Sérgio I.

O papa Sérgio I protestou contra o concílio e se recusou a assinar os cânones. Justiniano II reagiu enviando uma delegação militar a Roma para forçar o papa a assinar. O exército imperial, em Ravena, composto majoritariamente de itálicos, correu para acudir o pontífice romano, marchando também até Roma. Enquanto isso, na Hispânia visigoda, o concílio foi ratificado pelo XVIII Concílio de Toledo a pedido do rei, Vitiza, que foi então vilipendiado por cronistas posteriores por esta decisão. Fruela I de Astúrias reverteu a decisão de Toledo durante o seu reinado (757 - 768).
A Igreja Ortodoxa considera atualmente que o Concílio Quinissexto é parte integrante dos Quinto e Sexto Concílios Ecumênicos, adicionando seus cânones a eles. No ocidente, Beda (em De sexta mundi aetate) chamou-o de um sínodo "reprovável". Paulo, o Diácono, chamou-o de "errático".
Os 102 regulamentos deste concílio jamais foram aceitos no ocidente, apesar de Justiniano ter tentado obter a aprovação novamente do papa João VII, que não o aprovou, mas também não condenou o texto. Actualmente, o Concílio Quinissexto é considerado pela Igreja Católica como um concílio regional, cujas decisões vigoram apenas nas Igrejas católicas de rito oriental.